# Campionati del mondo di atletica leggera indoor 2025 - 400 metri piani femminili
La gara dei 400 metri piani femminili dei campionati del mondo di atletica leggera indoor 2025 si è tenuta il 21 e 22 marzo 2025 a Nanchino.

## Podio
| Pos.    | Atleta          | Nazionalità   | Tempo |
| ------- | --------------- | ------------- | ----- |
| Oro     | Amber Anning    | Gran Bretagna | 50"60 |
| Argento | Alexis Holmes   | Stati Uniti   | 50"63 |
| Bronzo  | Henriette Jæger | Norvegia      | 50"92 |

## Situazione pre-gara

### Record
Prima di questa competizione, il record del mondo e il record dei campionati erano i seguenti.
| Record                | Prestazione | Atleta                | Data e luogo                      | Competizione                     |
| --------------------- | ----------- | --------------------- | --------------------------------- | -------------------------------- |
| Record mondiale       | 49"17       | Femke Bol Paesi Bassi | 2 marzo 2024 Glasgow, Regno Unito | Campionati del mondo indoor 2024 |
| Record dei campionati | 49"17       | Femke Bol Paesi Bassi | 2 marzo 2024 Glasgow, Regno Unito | Campionati del mondo indoor 2024 |

## Qualificazioni
Per i 400 metri piani femminili il periodo di qualifica andava dal 1º settembre 2024 al 9 marzo 2025. Le atlete potevano ottenere la qualificazione rientrando nello standard di 51"00, con una wildcard o in base al loro piazzamento nel World Athletics Rankings.

## Risultati

### Batterie di qualificazione
Le batterie di qualificazione si sono tenute il 21 marzo a partire dalle ore 20:26.
Passano alla finale le prime due atlete di ogni batteria (Q).

#### Batteria 1
| Pos | Atleta          | Nazionalità  | Tempo | Note             |
| --- | --------------- | ------------ | ----- | ---------------- |
| 1   | Henriette Jæger | Norvegia     | 51"42 | Q                |
| 2   | Martina Weil    | Cile         | 51"67 | Q                |
| 3   | Sita Sibiri     | Burkina Faso | 55"54 | Record nazionale |
| -   | Joanne Reid     | Giamaica     | dns   |                  |

#### Batteria 2
| Pos | Atleta           | Nazionalità | Tempo | Note                          |
| --- | ---------------- | ----------- | ----- | ----------------------------- |
| 1   | Alexis Holmes    | Stati Uniti | 51"67 | Q                             |
| 2   | Justyna Święty   | Polonia     | 52"22 | Q                             |
| 3   | Basant Hemida    | Egitto      | 52"62 |                               |
| 4   | Leah Anderson    | Giamaica    | 52"86 |                               |
| 5   | Bingiwe Mahalela | eSwatini    | 56"34 | Miglior prestazione personale |

#### Batteria 3
| Pos | Atleta          | Nazionalità   | Tempo | Note                          |
| --- | --------------- | ------------- | ----- | ----------------------------- |
| 1   | Amber Anning    | Gran Bretagna | 50"79 | Q                             |
| 2   | Rosey Effiong   | Stati Uniti   | 52"13 | Q                             |
| 3   | Liu Yinglan     | Cina          | 53"14 | Miglior prestazione personale |
| 4   | Daniela Ledecká | Slovacchia    | 53"39 |                               |
| 5   | Anny de Bassi   | Brasile       | 56"67 | Miglior prestazione personale |

### Finale
La finale si è tenuta il 22 marzo alle ore 20:44.
| Pos     | Atleta          | Nazionalità   | Tempo | Note |
| ------- | --------------- | ------------- | ----- | ---- |
| Oro     | Amber Anning    | Gran Bretagna | 50"60 |      |
| Argento | Alexis Holmes   | Stati Uniti   | 50"63 |      |
| Bronzo  | Henriette Jæger | Norvegia      | 50"92 |      |
| 4       | Martina Weil    | Cile          | 51"78 |      |
| 5       | Justyna Święty  | Polonia       | 51"97 |      |
| 6       | Rosey Effiong   | Stati Uniti   | 52"90 |      |